# Lepanthes helicocephala
Lepanthes helicocephala é uma espécie de orquídea (Orchidaceae) dispersa por ampla área do Norte da América do Sul, inclusive o Brasil.